# Václav J. Havel
Václav J. Havel es un matemático checo, especializado en teoría de grafos, cuyo trabajo más importante es la resolución del problema de la secuencia de enteros gráfica en 1955, resuelta independientemente por Hakimi en 1962.

## Problema de la secuencia de enteros gráfica
El problema de la secuencia de enteros gráfica consiste en determinar si una secuencia de enteros no negativos cualquiera es o no gráfica, es decir, es una secuencia de grados de un grafo. Havel publica en 1955 el paper «Poznámka o existenci konečných grafů » en la revista de matemática checa Časopis pro pěstování matematiky donde da solución al problema a través del siguiente teorema:
| Teorema de Havel-Hakimi Una secuencia de enteros {\displaystyle d_{1}\geq d_{2}\geq ...\geq d_{v}\geq 0} es gráfica sí, y sólo sí también lo es la lista: {\displaystyle d_{2}-1,d_{3}-1,...,d_{d_{1}+1}-1,d_{d_{1}+2},...,d_{v}}, que resulta de eliminar el primer elemento y restar una unidad a los siguientes {\displaystyle d_{1}} valores de la lista. |

## Contribución
Havel publicó alrededor de 90 artículos matemáticos entre los años 1955 y 1994, siendo uno de los primeros «Harmonical quadruplet in Moufang plane» en la revista Czechoslovak Mathematical Journal y el último: «Kdo poprvé užil ve fyzice delta funkci?» (Who first used the delta-function in physics?) en la revista Pokroky matematiky, fyziky a astronomie